# Božidar Flegerič
Božidar Flegerič, slovenski književnik, * 30. januar 1841, Vodranci, † 9. junij, 1907, Vodranci. 

## Življenje in delo
Po končani ljudski šoli v rojstnem kraju je nižjo gimnazijo obiskoval v Varaždinu (1857–1860), 5., 6. in  tečaj 7. razreda v Mariboru (1860-1863). Ko je zaradi slabega učnega uspeha izgubil oprostitev šolnine, se je vrnil v Varaždin, kjer je 1865 uspešno končal gimnazijo. Nato je odšel na graško univerzo študirat klasično filologijo in slovanske jezike. Po končanem študiju je postal 1871 suplent na gimnaziji v Osijek, a ker se je vdal pijančevanju, je bil zaradi zanemarjanja službenih dolžnosti odpuščen. Vrnil se je v ožjo domovino, bil nekaj časa zaposlen v pisarni ptujskega odvetnika Gregoriča, opustil službo in se nato brez dela preživljal do smrti kot »večni popotnik Slovenskih goric« pri očetu ter bivših šolskih tovariših in znancih.
Za hrvaščino in slovenščino so ga kot tretje- in četrtošolca navdušili varaždinski profesorji, slovenski rojaki, Valentin Mandelc, Matija Valjavec in Sebastijan Žepič, ki je ob nedeljah privatno poučeval slovenščino in ga seznanil s Prešernom; v višjih razredih se je učil francoščino, italijanščino in angleščino. Kot pesnik se je javno prvič oglasil v mariborskem dijaškem almanahu Lada (1864) s ciklom Potočnic in z elegijo umrlemu almanahovemu uredniku Ivanu Vrbanu-Zadravskemu, v kateri posnema obliko Prešernove V spomin Andreja Smoleta. Še več pesmi je nato objavljal v različnih časnikih.
Talent, ki je v začetku mnogo obetal, se zaradi bednih življenjskih razmer ni razvil, pesnitve zadnjih let kažejo stalno propadanje. Svet njegove lirike so predvsem vinorodne Slovenske Gorice, Slovenska krajina na Ogrskem (danes Prekmurje), lepota narave, ljubezen do domovine, svoboda, izgubljena mladost; skromni erotični motivi so brez globljega čustva, romantika črnogorskih in srbskih bojev za svobodo je našla odmev v par epskih poskusih. Oblikovno so nanj vplivali Prešeren, Jenko, Josip Stritar in Simon Gregorčič, visoko je cenil in posnemal Stanka Vraza (Domačinke, Zora 1876); poleg običajnih preprostih kitic je uporabljal gazelo, stanco, sonet, posebno pa distih.
Zložil je nešteto prigodnic: pozdrave društvom, svojim dobrotnikom, odličnim rojakom in književnikom ob svečanih prilikah, nagrobnice itd., poslovenil je dva odlomka iz Byrona (Childe Harold, Zora 1874, 1877) in iz italijanščine prevedel Cantújev Dober razum in dobro srce. Lokalnega značaja so zgodovinska črticaTrg Središče po štirih sto letih (1888) in življenjepisi Štefana Modrinjaka (Celovec 1881), Štefana Kočevarja (1890), Davorina Trstenjaka (1898), katerega mladinsko poučno povest V delu je rešitev je prevedel v slovenščino (1894), Frana Miklošiča in še nekaterih drugih.